# لي بالز
لي بالز (بالإنجليزية: Lee Bales)‏ هو لاعب كرة قاعدة أمريكي، ولد في 4 ديسمبر 1944 في لوس أنجلوس في الولايات المتحدة.

## وصلات خارجية
- لي بالز على موقعبيزبول رفرنس.كوم (الدوري الرئيسي) (الإنجليزية)
- لي بالز على موقعبيزبول رفرنس.كوم (الدوري الثانوي) (الإنجليزية)
- لي بالز على موقع جمعية أبحاث البيسبول الأمريكية (الإنجليزية)
- لي بالز على موقع مشجعي الرسوم البيانية (الإنجليزية)